# Cidade
Cidade ou Cidade FM (« Ville » ou « Cité » en portugais) est une station de radio portugaise privée appartenant à Bauer Media Audio.
Sa programmation musicale est composée de nouveautés de la house du RnB contemporain et de la pop. C'est une station de radio qui cible les jeunes de 15 à 24 ans.

## Histoire
Elle a été fondée en 1992 sous le nom de « Radio Cidade » et a changé son nom en « Cidade FM » en 2004.
Le 25 juin 2014, le nom de la station fut renommé en « Cidade ».
En 2022, la radio appartient désormais à Bauer Media Audio à la suite d'une opération de rachat des radios du groupe Media Capital.

### Identité visuelle (logo)

Logo de Cidade depuis le 25 juin 2014